# Schönbuch-Westhang/Ammerbuch
Schönbuch-Westhang/Ammerbuch ist ein Naturschutzgebiet (NSG-Nummer 4.299) am Westhang des Schönbuchs zwischen Tübingen und Herrenberg in Baden-Württemberg. Mit Verordnung vom 15. November 2000 hat das Regierungspräsidium Tübingen das Gebiet unter Naturschutz gestellt.

## Geschichte

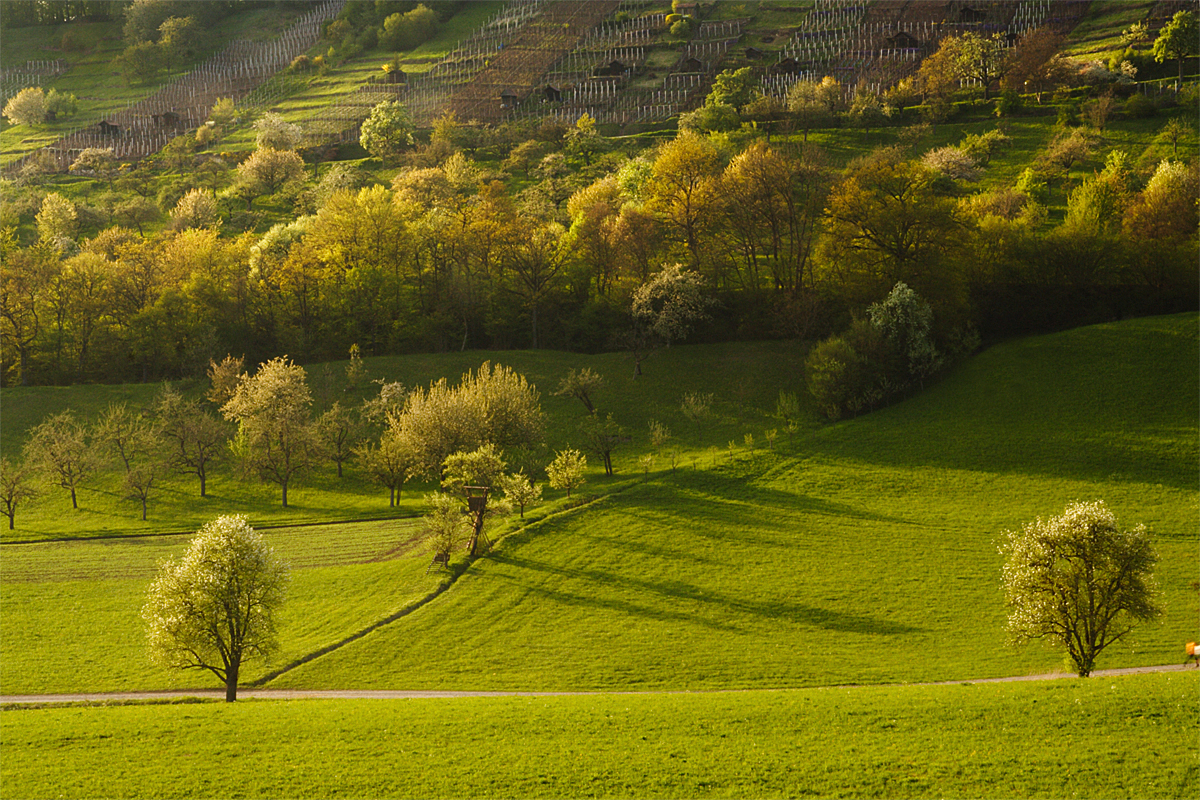
Kulturlandschaft am Südhang des Schönbuchs. Hinter der den Wirtschaftsweg säumenden Baumreihe die Streuobstwiesen

Das Gebiet war seit dem Mittelalter ein Weinbaugebiet. Mit der Reblausplage Anfang des 20. Jh. wurde der Weinbau weitgehend durch den Obstbau verdrängt. Seit über 100 Jahren prägen Streuobstwiesen das Landschaftsbild, insbesondere den der Sonne zugewandten Schönbuchtrauf (Südwesthang), aber Weinbau für den Eigenbedarf wird in Breitenholz und Entringen weiterbetrieben.
Die Südlage und die kargen Böden am Hang (Mergelböden und Mittlerer Keuper) waren die Voraussetzung für Streuobstwiesen und Weinberge. Die Streuobstwiesen im Foto – leicht verborgen hinter einer den Wirtschaftsweg säumenden Baumreihe – liegen noch im Naturschutzgebiet. Der hier sichtbare, von Breitenholz bewirtschaftete Weinberg, ist aus dem Schutzgebiet ausgenommen.

## Lage
Das Naturschutzgebiet befindet sich in den Naturräumen Schönbuch und Glemswald und Obere Gäue. Es liegt oberhalb der Teilorte Breitenholz und Entringen der Gemeinde Ammerbuch und erstreckt sich entlang des Westhangs des Schönbuchs. Es ist Teil des FFH-Gebiets Nr. 7420–341 Schönbuch sowie des Vogelschutzgebiets Nr. 7420–441 Schönbuch.

## Schutzzweck
Schutzzweck ist die Erhaltung des ausgedehnten, fast ununterbrochenen Streuobstwiesengürtels um den Schönbuch mit mehreren tausend Hochstammbäumen und altersbedingtem Totholz.

## Fauna
Hervorzuheben ist der Dunkle Wiesenknopf-Ameisenbläuling. Der Schmetterling ist in der Roten Liste der IUCN als stark gefährdet eingestuft.